# Buccella (frazione)
Buccella è una frazione del comune di Vigevano, in provincia di Pavia.
L'insediamento risalirebbe alla fondazione di una villa rurale da parte del crociato Pietro Biffignandi, detto "Buccella" (intorno all'anno 1133), sui resti di una precedente fortificazione, a sua volta eretta sul luogo del leggendario abitato romano di Viginti Columnae.
La villa conserva una corte rurale e una corte nobile sull'ala sinistra, con vestibolo dotato di arcate a sesto ribassato su colonne, a cui si accede da un portale barocco. Vi è annessa una chiesa parrocchiale del 1692 e una piccola chiesa campestre si trova davanti all'ingresso, probabilmente rimaneggiata nel XVII secolo.
Intorno alla villa sorsero le abitazioni dei coloni, in particolare la "cascina Buccelletta", anch'essa attribuibile al XVII secolo: si trattava di una residenza per quattro famiglie, con stalle, costruita in corrispondenza di uno dei sentieri ("strade centurizie") che portavano ai guadi sul fiume Ticino in direzione di Abbiategrasso. Nel 1890 fu distrutta da una piena del fiume e venne ricostruita nel 1899. In epoca napoleonica servì come torretta di avvistamento e fu danneggiata dall'esplosione della polveriera di Vigevano, nel corso della seconda guerra mondiale.